# Hardenberg Heemse Combinatie
Hardenberg Heemse Combinatie é um clube holandês de futebol de Hardenberg, na Holanda. Foi fundado em 1 de junho de 1954 e disputa a Topklasse, o terceiro nível do futebol holandês. Manda seus jogos no estádio De Boshoek, que tem capacidade para 4.500 espectadores.

## Elenco
Temporada 2010/2011

Nota: Bandeiras indicam equipe nacional, conforme definido pelas regras de elegibilidade da FIFA. Os jogadores podem ter mais de uma nacionalidade não-FIFA.
| N.º |               | Posição | Jogador           |
| --- | ------------- | ------- | ----------------- |
|     | Países Baixos | G       | Marc Doornbos     |
|     | Países Baixos | G       | Sander Danes      |
|     | Países Baixos | G       | Robert Breukelman |
|     | Países Baixos | G       | Peter Timmer      |
|     | Países Baixos |         | Frank Schijff     |
|     | Países Baixos |         | Tim Siekman       |
|     | Países Baixos |         | Vincent Voshaar   |
|     | Países Baixos |         | Renco van Eeken   |
|     | Países Baixos | A       | Roy Stroeve       |
|     | Países Baixos |         | Patrick Jurgens   |
|     | Países Baixos |         | Wesley Wakker     |
|     | Países Baixos |         | Tom IJzerman      |

| N.º |               | Posição | Jogador            |
| --- | ------------- | ------- | ------------------ |
|     | Países Baixos |         | Leo Scheepmaker    |
|     | Países Baixos |         | Gianluca Caria     |
|     | Países Baixos |         | Sander ter Wijlen  |
|     | Países Baixos |         | Rutger Dijk        |
|     | Países Baixos |         | Gerben Tieltjes    |
|     | Países Baixos |         | Martijn Berger     |
|     | Países Baixos |         | Lennard Mulderij   |
|     | Países Baixos |         | Dirk Muis          |
|     | Países Baixos |         | Berry Hoogeveen    |
|     | Países Baixos |         | Michell Kappenberg |
|     | Países Baixos |         | Edwin Starke       |